# Michael Stumpf (Politiker)
Michael Stumpf (* 6. April 1988 in Wien) ist ein österreichischer Politiker (FPÖ). Er war von 2010 bis 2015 Bezirksrat
der FPÖ Landstraße und war vom 24. November 2015 bis zum 24. November 2020 Abgeordneter zum Wiener Landtag und Gemeinderat. Seit dem 10. Juni 2025 ist er erneut Abgeordneter.

## Schulische und berufliche Laufbahn
Michael Stumpf machte die Matura an einer Handelsakademie in Wien-Landstraße. Er hat das Studium der Politikwissenschaften an der Universität Wien abgeschlossen.

## Politische Tätigkeit
Stumpf trat als 16-Jähriger der FPÖ bei. Von 2010 bis 2015 war er Bezirksrat in Wien-Landstraße, später auch stellvertretender Bezirksparteiobmann. Ab der Wiener Gemeinderatswahl 2015 war er Abgeordneter zum Wiener Landtag und Gemeinderat. Von 2013 bis 2016 war Stumpf parlamentarischer Mitarbeiter des FPÖ-Nationalratsabgeordneten Thomas Schellenbacher.
Stumpf ist Alter Herr der pflichtschlagenden Wiener pennalen Burschenschaft Vandalia.
Anfang Jänner 2018 wurde er als Nachfolger von Anton Mahdalik Landesparteisekretär der Wiener FPÖ. Nach der Landtags- und Gemeinderatswahl in Wien 2020 schied er mit 24. November 2020 aus dem Landtag aus.